# Donald William Wuerl

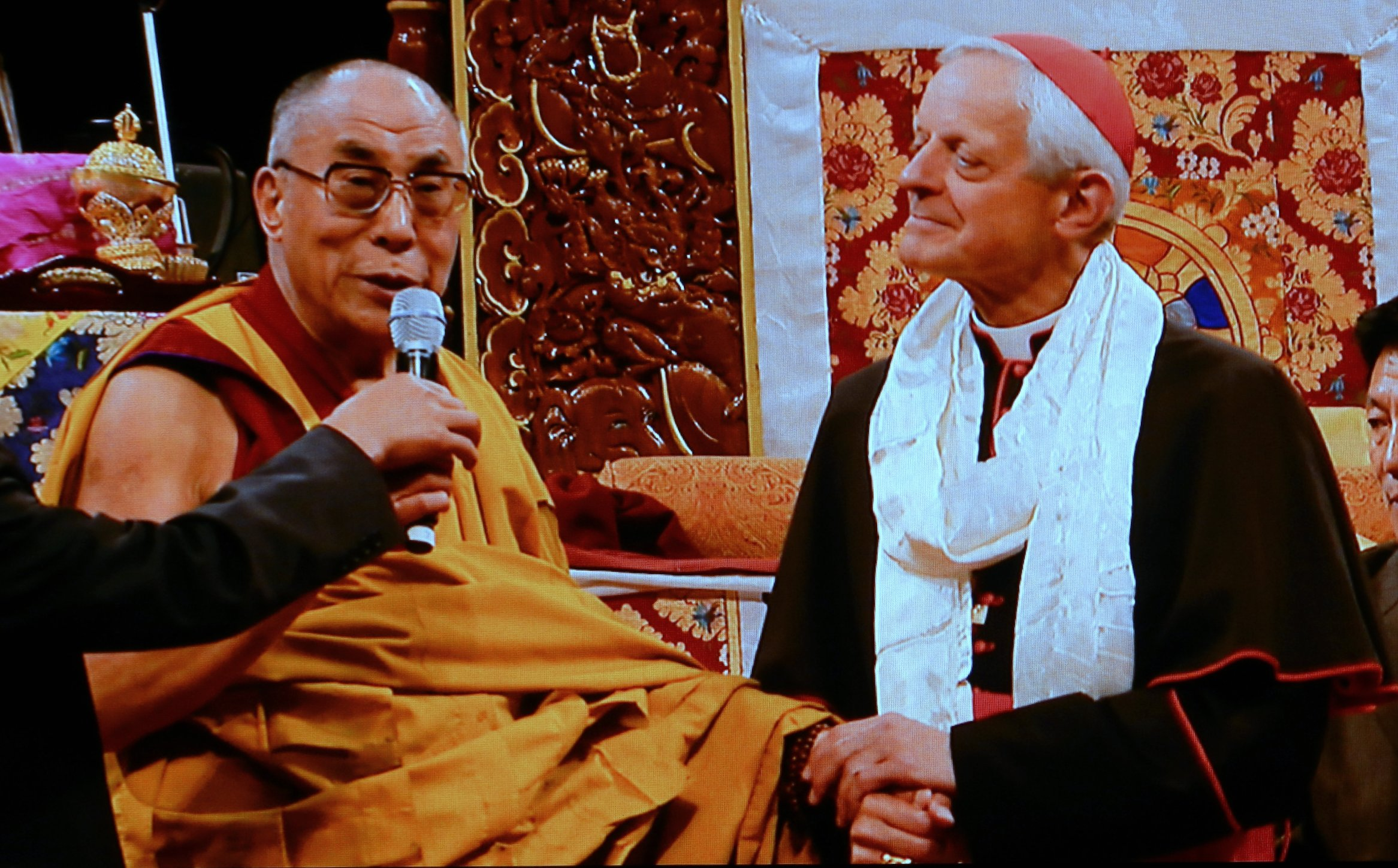
Wuerl en de 14e dalai lama

Donald William Wuerl (Pittsburgh, 12 november 1940) is een Amerikaans geestelijke en een kardinaal van de Rooms-Katholieke Kerk. Hij was aartsbisschop van Washington.
Wuerl werd op 17 december 1966 priester gewijd. Aanvankelijk werkte hij als kapelaan, pastoor en rector van het grootseminarie van Pittsburgh.
Op 30 november 1985 werd Wuerl benoemd tot hulpbisschop van Seattle en tot titulair bisschop van Rossmarkaeum; zijn bisschopswijding vond plaats op 6 januari 1986. Op 26 mei 1987 trad hij af als hulpbisschop, na een conflict met de aartsbisschop van Seattle, Raymond Hunthausen, over door het Vaticaan aan Wuerl - buiten medeweten van Hunthausen - toegekende verantwoordelijkheden.
Op 11 februari 1988 werd Wuerl benoemd tot bisschop van Pittsburgh. Op 16 mei 2006 volgde zijn benoeming tot aartsbisschop van Washington.
Wuerl werd tijdens het consistorie van 20 november 2010 kardinaal gecreëerd. Hij kreeg de rang van kardinaal-priester. Zijn titelkerk werd de San Pietro in Vincoli. Hij nam deel aan het conclaaf van 2013.
Op 12 november 2020 verloor Wuerl - in verband met het bereiken van de 80-jarige leeftijd - het recht om deel te nemen aan een toekomstig conclaaf.

## Seksueel misbruik binnen de Rooms-Katholieke Kerk
In het in augustus 2018 verschenen omvangrijke onderzoeksrapport van een Grand Jury in Pennsylvania inzake seksueel misbruik in zes diocesen in deze staat wordt beschreven dat kardinaal Wuerl als bisschop van Pittburgh in een aantal gevallen heeft meegewerkt aan de geruisloze overplaatsing van priesters die zich schuldig hebben gemaakt aan verkrachtingen van kinderen, naar andere parochies. Met name in de zaken Paone, Zula en Zirwas was, zo wordt onderbouwd, sprake van het moedwillig achterhouden door Wuerl van en het door hem afdwingen van geheimhouding over wetenschap van ernstig misbruik en het daardoor bewerkstelligen van de voortzetting van de ambtsuitoefening door de dader elders, ondanks ernstig risico van herhaling van misdrijven. In een verklaring die hij publiceerde op de dag van het verschijnen van het rapport van de Grand Jury, schreef kardinaal Wuerl: “Gedurende de meer dan dertig jaar dat ik bisschop ben, heb ik duidelijk aangegeven dat het seksueel misbruik van kinderen door sommige leden van de Katholieke Kerk een verschrikkelijke tragedie is en dat de Kerk nooit genoeg spijt en berouw kan betuigen voor het misbruik en voor de omissie om snel en volledig daarop te reageren”. Het rapport verscheen kort nadat de voorganger van kardinaal Wuerl als aartsbisschop van Washington, kardinaal Theodore Edgar McCarrick, de kardinaalsfunctie moest neerleggen, omdat hij zelf meermaals van seksueel misbruik beschuldigd was.
Op 22 augustus 2018 deelde het bisdom Pittsburgh mee dat de naam van kardinaal Wuerl, mede op zijn eigen verzoek, werd verwijderd uit de naam van de naar hem vernoemde middelbare school, de Cardinal Wuerl North Catholic High School. In een paar dagen tijd tekenden meer dan 60.000 mensen een petitie met het verzoek aan paus Franciscus om Wuerl uit zijn hoge kerkelijke functies te ontheffen.
Op 25 augustus 2018 publiceerde de oud-nuntius van de Heilige Stoel in de Verenigde Staten, aartsbisschop Carlo Maria Viganò, een 11-pagina tellend memorandum, waarin hij stelde dat paus Franciscus van het misbruik, gepleegd door voormalig kardinaal en voormalig aartsbisschop van Washington Theodore Edgar McCarrick, al lang wist en te laat in actie was gekomen. Viganò stelde dat Franciscus kort nadat hij in maart 2013 als paus was aangetreden, sancties door zijn voorganger paus Benedictus aan McCarrick opgelegd, verzachtte. McCarrick zou daarna een belangrijke rol hebben gespeeld als adviseur bij de benoeming van nieuwe (aarts)bisschoppen in de Verenigde Staten. Viganò stelde voorts dat belangrijke curiekardinalen al vóór 2000 wisten van het seksueel misbruik van jonge mensen door McCarrick, maar dat hij niettegenstaande deze kennis tot aartsbisschop van Washington benoemd werd. Ook de latere kardinaal Wuerl zou al heel lang van het misbruik door McCarrick hebben geweten en de zaak mede hebben stil gehouden. Volgens Viganò had hij Wuerl er diverse keren op aangesproken, waarbij hem gebleken was dat Wuerl geheel van de hoed en de rand rond McCarrick wist. Wuerl ontkende met kracht dat hij ervan op de hoogte was dat en waarom het Vaticaan restricties aan McCarrick had opgelegd. In zijn memorandum deed Viganò niet alleen op de betrokken prelaten, maar ook op paus Franciscus een beroep om af te treden, dit laatste om een goed voorbeeld te stellen aan kardinalen en bisschoppen die misbruikschandalen in de doofpot hebben gehouden.
In een brief aan de priesters van zijn bisdom van 30 augustus 2018 vroeg Wuerl om gebed voor hem, om vergeving voor zijn beoordelingsfouten en tekortkomingen en om acceptatie van zijn berouw voor lijden dat hij had veroorzaakt. Hij schreef dat hij zichzelf de vraag stelde hoe hij de kerk het beste kon blijven dienen.
Wuerl trad als gevolg van deze affaire op 12 oktober 2018 af als aartsbisschop.
In mei 2019 publiceerde een voormalige assistent van ex-kardinaal McCarrick correspondentie van McCarrick waaruit blijkt dat kardinaal Wuerl al in 2008 op de hoogte was van beperkingen die het Vaticaan McCarrick wegens zijn handelen had opgelegd en deze ook met Wuerl besproken heeft.
- CiNii: DA04081343
- Gemeinsame Normdatei: 1160001073
- International Standard Name Identifier: 0000 0000 8090 6988
- Library of Congress Control Number: n50014892
- Nationale Bibliotheek van Israël: 987007355184905171
- Nederlandse Thesaurus van Auteursnamen: 069254451
- Système universitaire de documentation: 092927432
- Virtual International Authority File: 11088272
- WorldCat: E39PBJqW3fbvdj7wrQJdDhbGHC